# Michael Koplove
Michael Koplove (né le 30 août 1976 à Philadelphie) est un joueur de baseball américain. Lors des Jeux olympiques d'été de 2008 à Pékin, il remporte la médaille de bronze.

## Palmarès
- Médaille de bronze aux Jeux olympiques de Pékin en 2008